# Hüseyin Namık Orkun
Hüseyin Namık Orkun, né le 15 août 1902 à Constantinople et décédé le 23 mars 1956 à Ankara, est un historien et linguiste turc. 

## Biographie
Il étudie à l'université d'Istanbul puis à l'université de Budapest, où il est notamment l'élève du turcologue hongrois Gyula Németh. Revenu en Turquie en 1930, il devient professeur d'histoire au Gazi Eğitim Enstitüsü (en), à Ankara.
Il a publié de nombreux ouvrages sur l'histoire des peuples turcs, le touranisme et le turquisme.

## Publications
- Peçenekler, Istanbul, 1933
- Atilla ve Oğulları, Istanbul, 1933
- Oğuzlara Dair, Ankara, 1935
- Hunlar, Istanbul, 1938
- Türk Tarihinin Bizans Kaynakları, Ankara, 1938
- Osmanlıların Aslına Dair, Istanbul, 1939
- Türk İstilası Devrinde Macaristan ve Avusturya'da Casuslar, Ankara, 1939
- Türk Sözünün Aslı, Istanbul, 1940
- Eski Türk Yazıtları (4 tomes), Ankara, 1936-1941
- Prens Kalyanamkara ve Papamkara Hikâyesinin Uygurcası, Istanbul, 1940
- Türk Efsaneleri, Istanbul, 1943
- Yeryüzünde Türkler, Istanbul, 1944
- Türkçülüğün Tarihi, Istanbul, 1944
- Türk Tarihi (4 tomes), Istanbul, 1946
- Eski Türklerde Evcil Hayvanların Tarihçesi, Ankara, 1954